# Molophilus corniger
Molophilus corniger är en tvåvingeart som beskrevs av de Meijere 1920. Molophilus corniger ingår i släktet Molophilus och familjen småharkrankar. Arten är reproducerande i Sverige. Inga underarter finns listade i Catalogue of Life.